# Comité interprofessionnel des fromages du Cantal
Pour les articles homonymes, voir CIF.
Le Comité interprofessionnel des fromages du Cantal couramment appelé CIF est une organisation interprofessionnelle agricole créée en 1965 qui gère les appellations d’origine contrôlée Cantal (AOP Cantal) et Salers.

## Missions
Le Comité interprofessionnel des fromages a été créé pour renforcer le lien au terroir, conforter la fabrication traditionnelle et clarifier l’offre en fromage Cantal.
Les missions du CIF Cantal sont les suivantes :
- assurer la défense des deux AOP Cantal et Salers ;
- favoriser la concertation entre les divers acteurs des filières ;
- contribuer à la gestion des marchés, par une meilleure adaptation des produits à la demande ;
- améliorer la traçabilité des produits ;
- mettre en œuvre des actions de recherche, de développement et d’appui technique afin de répondre aux impératifs de qualité et de sécurité alimentaire ;
- mener des opérations de promotion, de communication et d’information collectives[2].

## Organisation
Le conseil d’administration est composé de 12 membres représentants les trois familles professionnelles : 4 issus de la production (agriculteurs producteurs de lait et producteurs fermiers), 4 issus de la transformation (transformateurs privés et agricoles coopératifs), 4 issus de l’affinage / commercialisation.
L’équipe administrative est composée de 10 salariés.
Il perçoit, en 2010, des contributions volontaires obligatoires auprès des professionnels du secteur à hauteur de 1 000 000 euros.